# Felipe Arana
Felipe Benicio de la Paz Arana y Andonaegui (Buenos Aires, 24 de agosto de 1786 - ibíd, 11 de julio de 1865) fue un jurisconsulto y político argentino. 

## Carrera política
Abogado de la Real Universidad de San Felipe de Santiago de Chile, participó en el histórico Cabildo Abierto del 22 de mayo de 1810, votando por la causa criolla que dio lugar a la Revolución de Mayo.
En 1813 fue nombrado síndico procurador general del cabildo de la ciudad —puesto que había sido ejercido por el doctor Miguel Mariano de Villegas desde 1810— cargo que ocupó hasta el año 1815, en que se incorporó a la Junta de Observación, encargada de vigilar los actos del gobierno, después de la caída del gobierno de Alvear. Fue el redactor de la mayor parte del Estatuto provisional de mayo de 1815, una especie de constitución provisoria, que debía regir al gobierno. Aunque en el futuro Arana sería federal, el estatuto era marcadamente unitario. También tuvo a su cargo llevar adelante los juicios contra Juan Larrea y Guillermo Pío White, por defraudación al fisco.
A partir de 1820, fue varias veces diputado provincial. Se opuso activamente al proyecto de Bernardino Rivadavia de dividir la provincia de Buenos Aires en tres partes, de las cuales la que incluía la ciudad sería nacionalizada.
En la época del gobernador Manuel Dorrego ocupó la presidencia de la legislatura, y era miembro del partido federal dorreguista. Se opuso a la revolución de Juan Lavalle, y fue miembro del consejo consultivo de gobierno acordado en el pacto de Cañuelas, que reemplazaba al organizado por Lavalle a principios del año 1829. Volvió a la Sala de Representantes, que presidió tres veces más. También fue vocal de la Cámara de Apelaciones.
Cuando el gobernador Juan Ramón Balcarce se acercó a los antiguos unitarios y quiso formar un nuevo grupo federal con ellos, fue de los primeros en oponerse, por considerar que el partido federal sería absorbido por los vencidos en 1829. Posiblemente fue Arana quien convenció a Encarnación Ezcurra de tomar el mando del partido federal adicto a su marido, el general Juan Manuel de Rosas. Apoyó el derrocamiento de Balcarce, y fue quien eligió en su reemplazo a Juan José Viamonte.

## Ministro de relaciones exteriores
El 30 de abril de 1835, el gobernador Rosas lo nombró ministro de Relaciones Exteriores y Culto de la Provincia de Buenos Aires y, por ende, de la Confederación Argentina. Se dedicó en un primer momento a cuestiones relacionadas con el culto católico y a las relaciones con la Santa Sede. Pero pronto tuvo que lidiar con cuestiones más espinosas.
En 1836 estalló la guerra contra la Confederación Perú-Boliviana por la provincia de Tarija, que la Argentina reclamaba, y por algunas localidades de la Puna, que ocupaba el gobierno jujeño, y que Bolivia reclamaba para sí. Arana quiso arreglar las cosas por la vía diplomática, pero el general Andrés de Santa Cruz acababa de fundar la Confederación Perú-Boliviana, y declaró la guerra a la Argentina. Arana respondió de la misma forma.
Las acciones militares fueron dirigidas por el caudillo tucumano Alejandro Heredia, que no logró más que llegar a un punto de empate. Pero la victoria chilena de Yungay salvó la situación, disolviendo la Confederación.
Después esto, varias personalidades pidieron que se aprovechara el desorden reinante en Bolivia para recuperar Tarija. Por orden de Rosas, Arana respondió que ese asunto debía ser solucionado por negociaciones pacíficas cuando Bolivia estuviese en paz, y con un gobierno estable.

## El bloqueo francés
También le tocó lidiar con el bloqueo francés al Río de la Plata, provocado por una absurda provocación de un diplomático y un marino franceses. Arana sostuvo la posición argentina, exigiendo que Francia no se inmiscuyera en las cuestiones internas de la Argentina, incluyendo las relaciones con los inmigrantes franceses, que se nombrara un verdadero encargado de negocios, y que se aceptara el derecho de la Argentina de firmar tratados exteriores sin presiones externas. Como resultado del largo bloqueo, Francia terminó por apoyar la oposición interna contra Rosas.
A fines de 1840, Arana firmó con el vicealmirante Ange René Armand, Barón de Mackau, el tratado que puso fin al bloqueo francés, por el tratado Arana-Mackau, del 29 de octubre.

## El bloqueo anglo-francés
Durante la guerra civil contra la Coalición del Norte, su actuación fue bastante modesta. Incluso casi no tuvo actuación alguna cuando, en 1843, el ejército porteño sitió Montevideo ayudando al presidente derrocado, Manuel Oribe. Como el sitio se prolongara, Rosas ordenó bloquear parcialmente la ciudad; pero los ingleses y franceses se negaron a permitir que se revisaran sus buques, con lo cual el sitio quedó en nada. Entonces, por iniciativa del almirante Guillermo Brown y por orden de Rosas, Arana comunicó a todas las embajadas en Buenos Aires que el gobierno de Buenos Aires había declarado el bloqueo total.
En julio, los enviados francés, Deffaudis, e inglés, Ouseley, exigieron el levantamiento del bloqueo y el fin de la guerra en el Uruguay; era una clara toma de partido por el gobierno de Montevideo. Rosas se negó y los ministros cruzaron a Montevideo; en el camino, dieron orden a sus respectivas flotas de atacar a la flota argentina. A principios de agosto, la pequeña flota de Brown fue capturada por treinta buques ingleses y franceses. Y al mismo tiempo, desde Montevideo, Ouseley y Deffaudis declararon el bloqueo de los puertos de la Confederación. Era una guerra sin declaración.
La flota anglofrancesa pretendió ejercer la libre navegación de los ríos interiores de la Argentina, pero no resultó tan fácil: las tropas de Rosas, al mando de Lucio Norberto Mansilla, causaron serios destrozos en varias batallas, especialmente en Vuelta de Obligado, a la primera flota que lo intentó. Nunca se repetiría el intento.
Pero el bloqueo siguió siendo efectivo durante los tres años siguientes; la economía local se resintió mucho, y más aún los fondos públicos. Ante la situación, Rosas respondió con medidas de austeridad, pero no dio ni un paso en el sentido que reclamaban los enemigos. Inglaterra envió al embajador Hood, que fijó una serie de puntos favorables a la Argentina en julio de 1846. Pero el tratado proyectado fue rechazado por el gabinete inglés.
En 1847 llegaron a Buenos Aires nuevos negociadores: Howden, de Inglaterra, y Walewski — hijo natural de Napoleón Bonaparte — de Francia. Estos pretendieron obligar al gobierno de Rosas a negociar la libre navegación de los ríos y unos pocos puntos más. Pero, por orden de Rosas, Arana se negó a tratar sobre bases que le reconocieran a la Argentina peores condiciones que las de las "bases Hood". Enojados, los diplomáticos se retiraron, anunciando que el bloqueo sería reforzado. La realidad es que intentaron apoyarse en algún intento local de derrocar a Rosas, pero tras la derrota final del último, el de Joaquín Madariaga, Inglaterra decidió levantar el bloqueo.
El nuevo embajador, Southern, tras largas discusiones, aceptó un proyecto muy similar a las bases Hood. En noviembre de 1848 se firmaba el tratado Arana-Southern con Gran Bretaña, con lo que este país se apartó del bloqueo y dio el asunto por terminado.
Francia pretendió seguir la guerra un tiempo más, ya que de ella dependía la subsistencia del gobierno de Montevideo. Pero, finalmente, con los cambios políticos debidos a la revolución de París de 1848, se avinieron a un entendimiento y firmaron el Tratado Arana-Lepredour en enero de 1850. Uno de los artículos de ese tratado devolvía la flota capturada en 1845, y otro destacaba que se devolvería también la Isla Martín García.
La política exterior de Rosas, dirigida por Arana, había logrado pleno éxito: en ningún momento había cedido nada en favor de la libre navegación de los ríos, de ninguna cesión de soberanía de ningún tipo, ni de aceptar la imposición de tratados de paz con Montevideo, ni de tratados con potencias extranjeras bajo presión.

## Últimos años
Poco después del fin del segundo bloqueo, una alianza de los sitiados de Montevideo, de los gobiernos federales del Litoral y del Imperio del Brasil, que Arana no tuvo medios para combatir, acabó con el largo gobierno de Rosas. Su vencedor, Justo José de Urquiza, lo mantuvo en el mismo cargo hasta el 6 de abril de 1852, en que fue nombrado miembro del Consejo de Estado. Más tarde se retiró a la vida privada en su estancia.
Falleció en Buenos Aires el 11 de julio de 1865.